# Sådan ligger landet
|  | Denne artikel er oprettet af botten Steenthbot ud fra en ekstern database. Den kan derfor have sproglige fejl eller mangler. Denne skabelon kan fjernes efter kontrol af indholdet. |

Sådan ligger landet er en dansk dokumentarfilm fra 1968 instrueret af Erik Frohn Nielsen og efter manuskript af Erik Aalbæk Jensen.

## Handling
En ung mand fra byen står på en bro og tænker over de fordele og ulemper, der kunne være ved at blive landmand. Han står midt i en kamp, der både er et spørgsmål om landsbrugets, samfundets og hans egen fremtid.

## Medvirkende
- Poul Bundgaard